# Rijke-Rohr

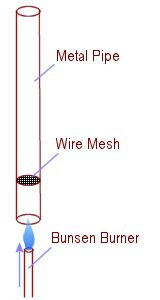
Skizze eines Rijke-Rohrs

Ein Rijke-Rohr ist ein thermo-akustischer Resonator. Es ist benannt nach Pieter Leonard Rijke, der als Erster 1859 den zugrundeliegenden Effekt beschrieb.
Das Rijke-Rohr (Dimensionen größenordnungsmäßig: Länge: 1 m, Durchmesser 0,1 m) ist ein an beiden Enden offenes Rohr, in dessen unterer Hälfte sich ein Heizgitter befindet. Wird das Rohr senkrecht gehalten, so steigt die Luft durch die Erwärmung über dem Heizgitter auf, es entsteht eine senkrechte Strömung. Da die Wärmeabgabe des Heizgitters an die Luft von der Strömungsgeschwindigkeit abhängt, schwankt sie, wenn die Strömungsgeschwindigkeit schwankt, was durch kleinste Störungen immer passiert. Die beiden Schwankungen sind im Allgemeinen phasenverschoben.
Wenn das Heizgitter wie beschrieben in der unteren Hälfte des Rohres angeordnet ist (bei etwa 1/4 der Länge), sind die Schwankungen der Wärmefreisetzung und des akustischen Drucks in Phase, das Rayleigh-Kriterium der Thermoakustik ist erfüllt, und die Eigenfrequenzen der schwingenden Luftsäule im Rohr werden angeregt. Dies macht sich durch deutlich hörbares Pfeifen bemerkbar.
Wie die Strömung im Rohr erzeugt wird, ist für den Effekt nebensächlich. Das Rohr kann also auch horizontal angeordnet sein, wenn durch irgendeine Art von Pumpe eine Strömung erzeugt wird.